# Caffrogobius
Caffrogobius is een geslacht van straalvinnige vissen uit de familie van grondels (Gobiidae). Het geslacht is voor het eerst wetenschappelijk beschreven in 1899 door Smitt.

## Soorten
- Caffrogobius agulhensis (Barnard, 1927)
- Caffrogobius caffer (Günther, 1874)
- Caffrogobius dubius (Smith, 1959)
- Caffrogobius gilchristi (Boulenger, 1898)
- Caffrogobius natalensis (Günther, 1874)
- Caffrogobius nudiceps (Valenciennes, 1837)
- Caffrogobius saldanha (Barnard, 1927)